# Карон, Франсуа
Франсуа́ Каро́н (фр. François Caron; около 1600 — 5 апреля 1674 — директор французской восточно-индийской компании на Мадагаскаре. Первый француз, побывавший в Японии.
С эскадрой Лагэ (фр.) участвовал в неудачных попытках завладеть Цейлоном. На пути в Европу он потерпел крушение на лиссабонском рейде и погиб вместе с своими громадными сокровищами.

## Сочинения
- «Rechte beschryvinge van het machtigh koninghrijck van Iappan, bestaande in verscheyde vragen, betreffende desselfs regiering, coophandel, maniere van leven, strenge justitie etc.» (издано в Амстердаме, 1648 или 1656 год). Написан в 1636. Английский перевод издан в Лондоне в 1671 году под названием «A True Description of the Mighty Kingdoms of Japan and Siam».
- «Le Puissant royaume du Japon. La description de François Caron» (1636).
- «Journal du voyage des Grandes-Indes 1670-72» (Париж, 1678).